# چرخ‌ریسک بخارایی
چرخ‌ریسک بخارایی یا تورانی (Parus bokharensis) پرنده‌ای از خانواده چرخ‌ریسکان (Paridae) است که در استان گیلان در ایران بسیار یافت می شود